# Segregació per sexes
La segregació per sexes és la separació de les persones segons el seu sexe, per a atendre les necessitats específiques, per crear entorns descarregats de pressions de gènere, o bé per privilegiar-ne uns per sobre dels altres (apartheid sexual). L'expressió pejorativa apartheid sexual s'ha aplicat a la segregació de les persones pel gènere, quan es considera que comporta una discriminació sexual. En algunes circumstàncies, la segregació per sexes provoca polèmica entre els contraris, que consideren que en la majoria dels casos és una violació dels drets humans, i els partidaris, que proposen la separació evitant la discriminació amb un tracte igualitari. En alguns països i cultures diuen que és necessària per a mantenir la decència, la santedat, el pudor, la seguretat de les dones o la unitat de la família.

## Normes als llocs públics

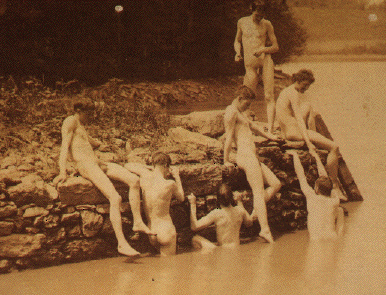
El bany d'un grup de joves estudiants, només nois (1883).

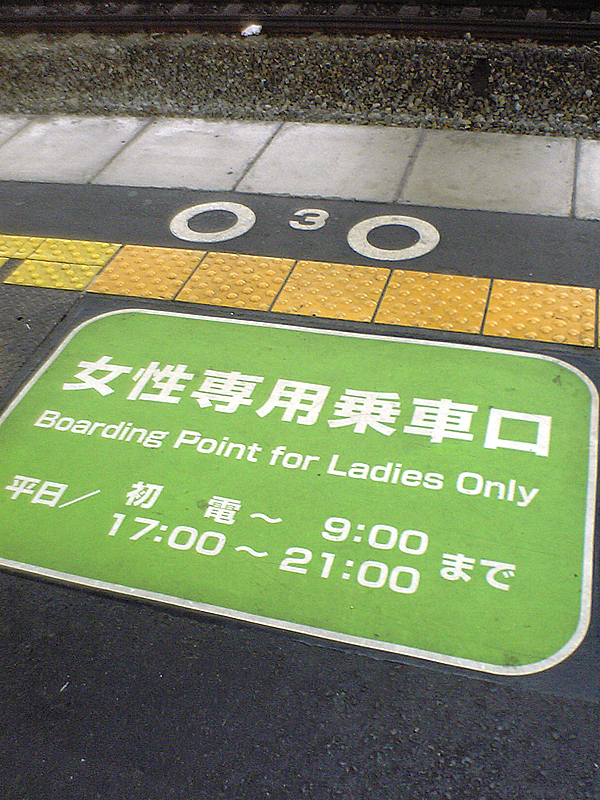
Un senyal en una andana del metro d'Osaka (Japó), al punt on s'accedeix al vagó exclusiu per a dones.

Pràcticament arreu del món, els llocs destinats a activitats que impliquen la nuesa (per exemple: dutxes, lavabos, vestidors) solen estar segregats per sexes. També hi ha excepcions. Per exemple, en alguns llocs les saunes mixtes es consideren absolutament normals, i on hi ha platges nudistes, o d'aquelles on la roba és opcional, actualment no solen estar segregades. La intensitat de la segregació pot ser diversa. En alguns llocs els vestidors són completament segregats, mentre que en altres hi ha un sol vestidor amb cabines individuals.
A causa del costum tan estès a molts països de grapejar les dones als llocs públics aprofitant les aglomeracions de gent, com ara als transports públics (assetjament sexual), en alguns països s'ha establert que hi hagi vagons o autobusos, o compartiments exclusius per a dones.

## Esports
Els esports de competició solen ser segregats per gènere, especialment als nivells més alts. En els casos en què la força física és molt important, les dones poden veure's excloses de la pràctica d'un esport, especialment als nivells més alts de la competició (per exemple, en halterofília). En l'extrem contrari, només en alguns esports, com ara l'hípica, s'hi barregen tots dos gèneres a tots els nivells. I molt pocs, com el corfbol, tenen especificat al seu reglament que els equips han de ser mixtes d'homes i dones.
Alguns esports en els que no es produeix cap mena de contacte físic, com poden ser les bitlles o el golf, també tenen competicions separades per a cada gènere. En canvi, al tir amb arc, és normal que competeixin junts esportistes de tots dos sexes i de qualsevol edat, sense limitacions.
En l'ambit dels esports recreatius, per tal de satisfer els requeriments de diverses religions, i per altres motius, de vegades s'aconsegueix la segregació dels sexes disposant horaris diferents en l'ús de les instal·lacions, o facilitant-ne l'ús exclusiu per part d'un dels gèneres, generalment per les dones. Això es fa de vegades a saunes, piscines i gimnassos.
Actualment, molts països tenen legislacions contra la discriminació per raó del sexe, entesa com a sexisme, però això no implica en cap cas que s'actuï contra la segregació per sexes, que segueix essent entesa com una pràctica positiva.

## Ensenyament

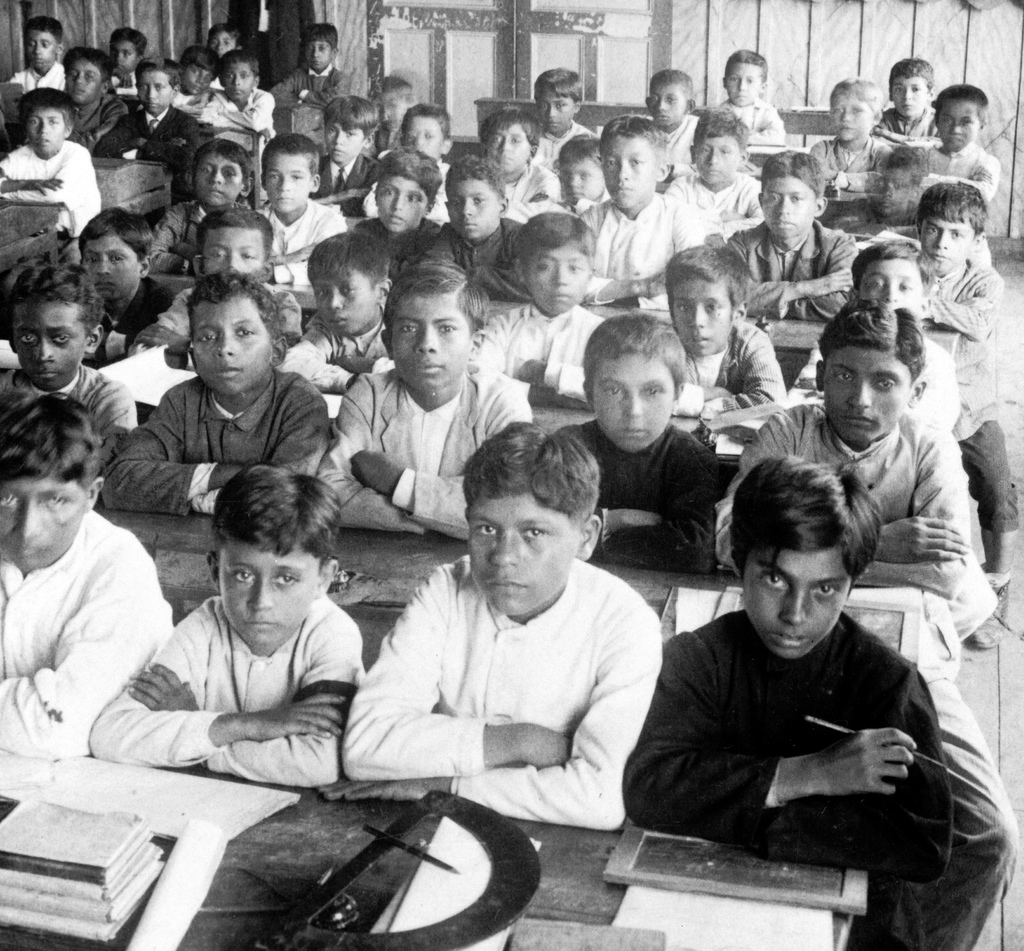
Escola de nens a l'Equador (1907).

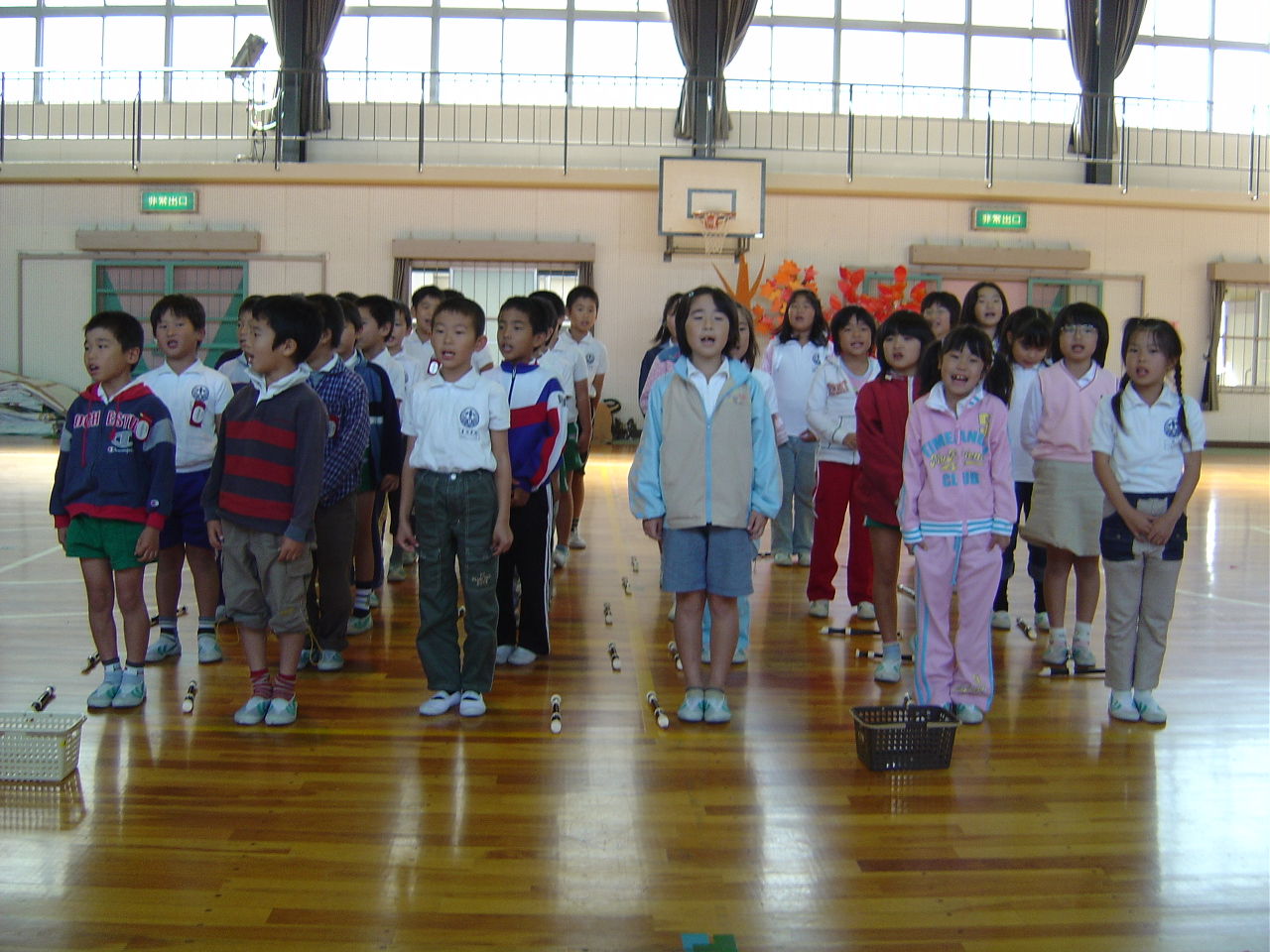
Nens i nenes japonesos junts en una classe de gimnàstica, però fent formacions separades.

A la major part del món, l'educació, especialment l'ensenyament reglat, era reservada exclusivament als nois fins fa uns cent anys o menys. En alguns llocs del món, especialment a Europa, quan es va estendre l'educació a les noies al mateix nivell que per als nois, la major part dels centres educatius foren inicialment segregats per gènere. En l'actualitat encara persisteixen escoles amb separació per sexes, per exemple, en determinades escoles privades i públiques als Estats Units, al Regne Unit, o Austràlia, i en escoles privades de gairebé tots els països. De vegades hi ha raons històriques del tipus de la tradició exclusivament masculina del centre, que abonen la resistència al canvi. També es posen sobre la taula arguments de tipus pedagògic, com ara que la presència de persones de l'altre sexe a les aules activa els estereotips i pressions de gènere.
S'han fet diversos estudis per analitzar si les escoles que alguns anomenen segregades i altres diferenciades, o les mixtes tenen millors resultats acadèmics, però tots dos sistemes tenen els seus partidaris i els seus detractors. Fins i tot en algunes escoles on es fa coeducació, hi pot haver algunes matèries, com ara l'educació sexual, que encara s'imparteixin separant els alumnes pel seu sexe. Alguns centres decideixen segregar els estudiants només a les matèries troncals: és el que s'anomena educació paral·lela o coeducació reflexiva.
A Louisiana, com a reacció a la integració racial que es va imposar a totes les escoles públiques, es va implantar la segregació per sexes per tal de reduir les possibilitats de contactes sexuals entre els nois i noies negres i blancs. Aquesta pràctica es va acabar finalment l'any 1975.
En l'actualitat, l'escola diferenciada és en part una reacció davant l'ineficàcia igualitària de l'escola coeducativa: divergència en les tries professionals tot i la mixticitat, feminització creixent del professorat que porta a un currículum ocult que mostra que certes professions són més adequades per un sexe, fracàs escolar majoritàriament masculí, etc.

## Seguretat i privacitat
De vegades la segregació per sexes s'estableix per motius de seguretat. Per exemple, un refugi per a dones maltractades pot prohibir l'accés de qualsevol home, fins i tot els que també hagin pogut ser víctimes de violència domèstica, per dos motius: per evitar que els maltractadors puguin causar algun mal o amenaçar qualsevol de les dones, i per respecte a les dones que, havent estat maltractades per un home determinat, poden sentir-se amenaçades per la simple presència de qualsevol home. Els lavabos no segregats també poden ser una amenaça a la seguretat de les dones i al seu dret a la privacitat.
A moltes cultures arreu del món, l'existència de llocs de reunió i activitats exclusius per a un determinat gènere segueix sent la norma. Històricament, almenys a Occident, els comiats de solter solien ser estrictament reservats a les persones d'un mateix sexe, homes i dones per separat. Fins a mitjan segle xx, als Estats Units, als bars, clubs i pubs estava formalment prohibida l'entrada de dones. A l'Era Victoriana les dones no podien accedir lliurement a les platges per no ser vistes per cap home que no fos de la seva família, i per això es van inventar les bathing machines ("màquines de bany"), que permetien evitar la prohibició.

## Religió

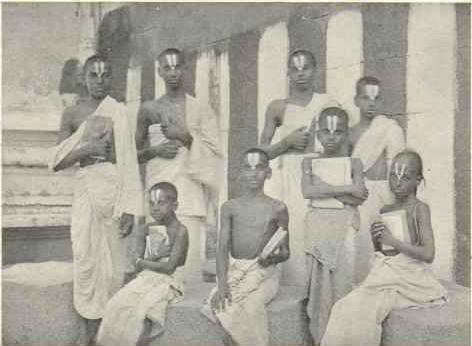
Estudiants de teologia budista, 1909.

### Islam
L'Islam desaconsella qualsevol interacció social entre homes i dones solters que no siguin família. Fins i tot, en alguns països islàmics hi ha una política religiosa molt estricta de segregació dels dos sexes.
Al Món islàmic, l'estricta prohibició que una dona pugui ser vista pels homes, anomenada purdah, està estretament lligada al concepte de castedat o namus. El namus és una categoria ètica, una virtut, en el caràcter patriarcal musulmà. Existeix una categoria de relacions entre les persones de diferent gènere dins de la família, estrictament aplicada, que es defineix en termes d'honor, atenció, respecte i castedat. El terme namus sovint es tradueix per "honor".

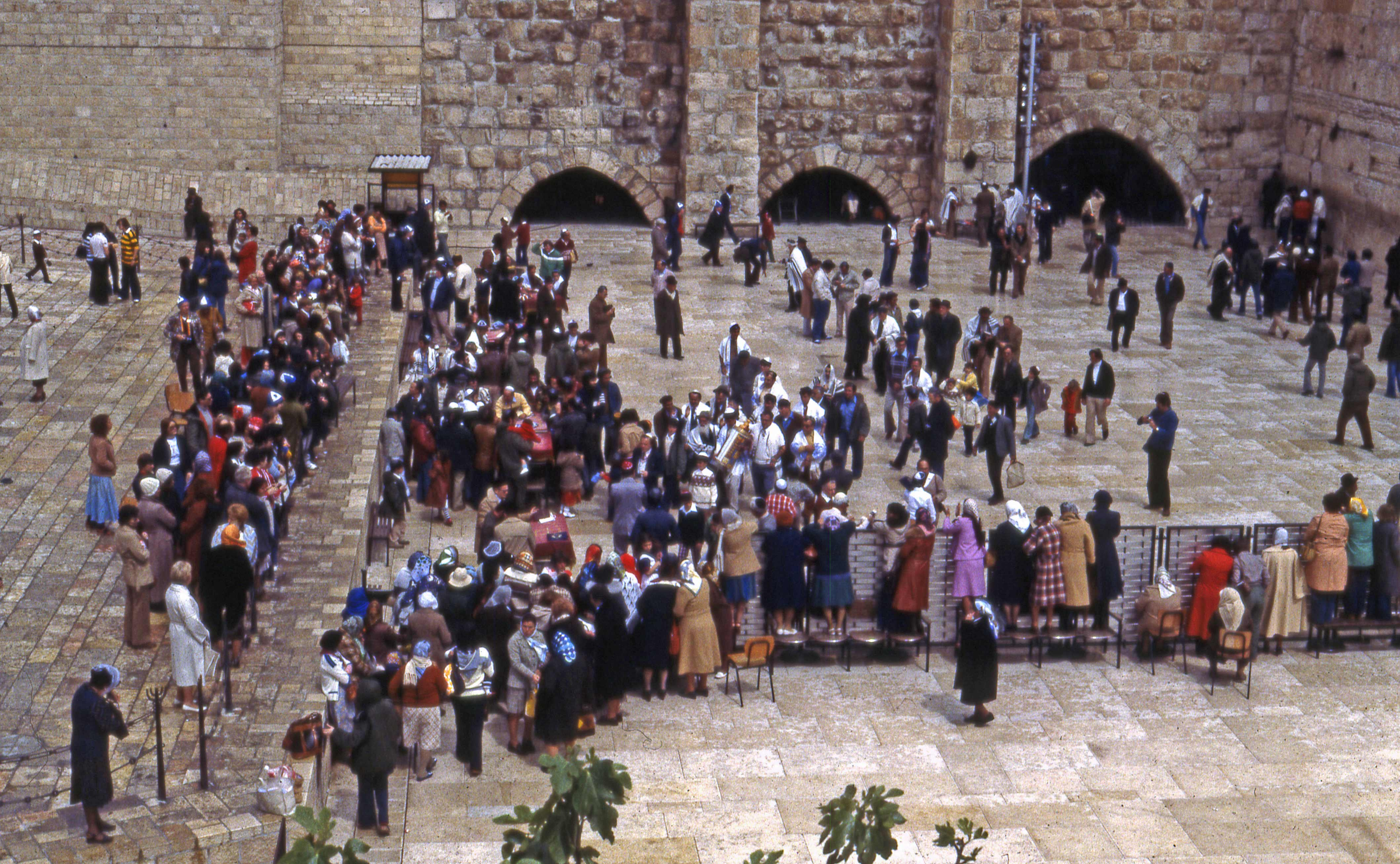
La tanca que separa els homes i les dones davant el Mur de les Lamentacions, a Jerusalem.

### Judaisme
Les sinagogues ortodoxes disposen de seccions separades per a homes i dones, generalment amb una pared o cortina entre les dues, anomenada mechitza.
A Jerusalem hi ha algunes línies d'autobus, que donen servei als barris jueus ultraortodoxos, que estan segregats per sexes, uns al davant de l'autobús i els altres darrere.

### Cristianisme
Només a les parròquies de les Esglésies Catòliques Orientals i de les Esglésies ortodoxes orientals s'hi practica una rígida segregació per sexes. En aquests casos, els homes seuen a la dreta, on hi ha la imatge de Crist, i les dones a l'esquerre, amb la imatge de Maria.

## Segregació per sexes a la feina

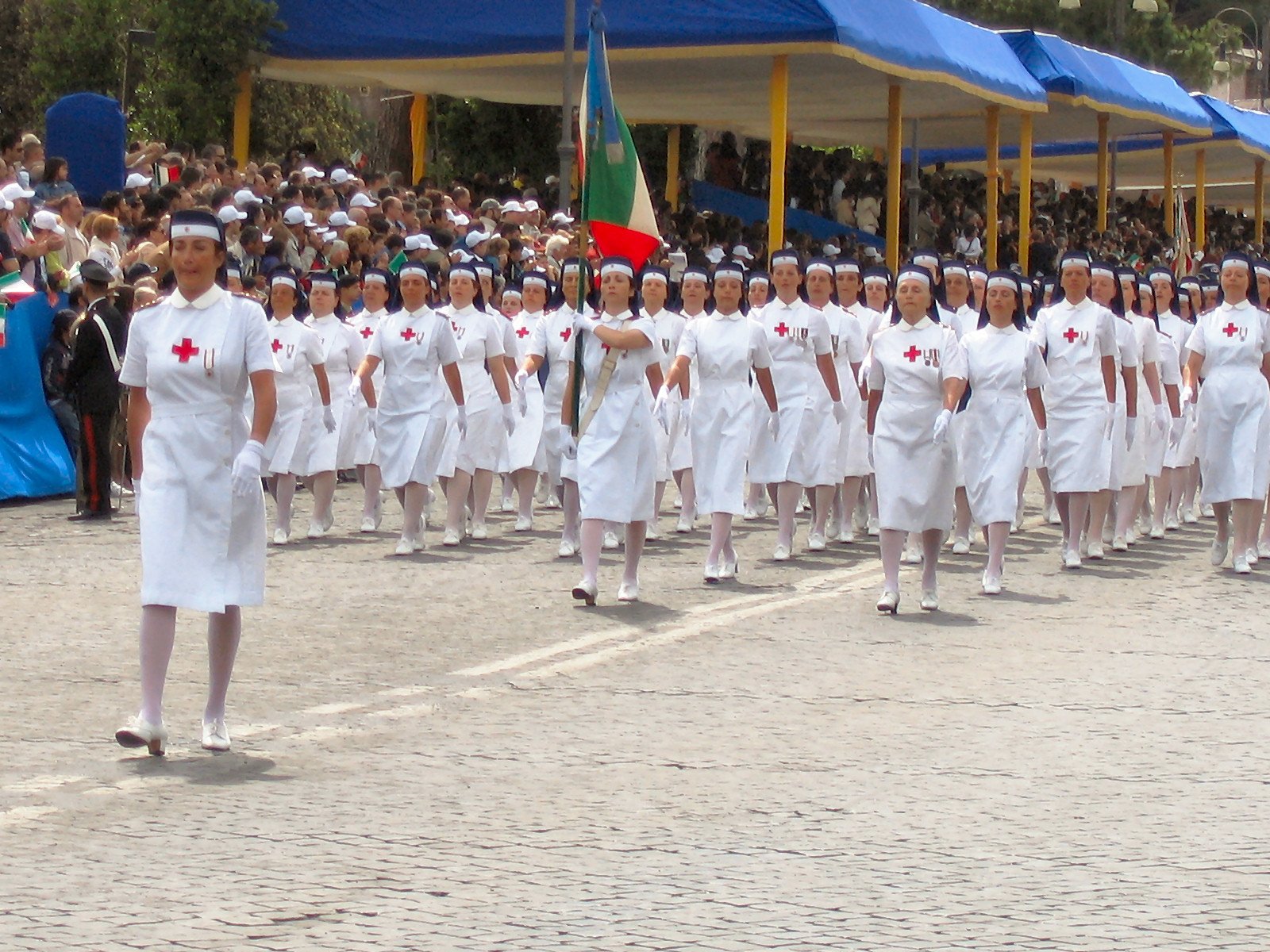
Infermeres italianes en una desfilada.

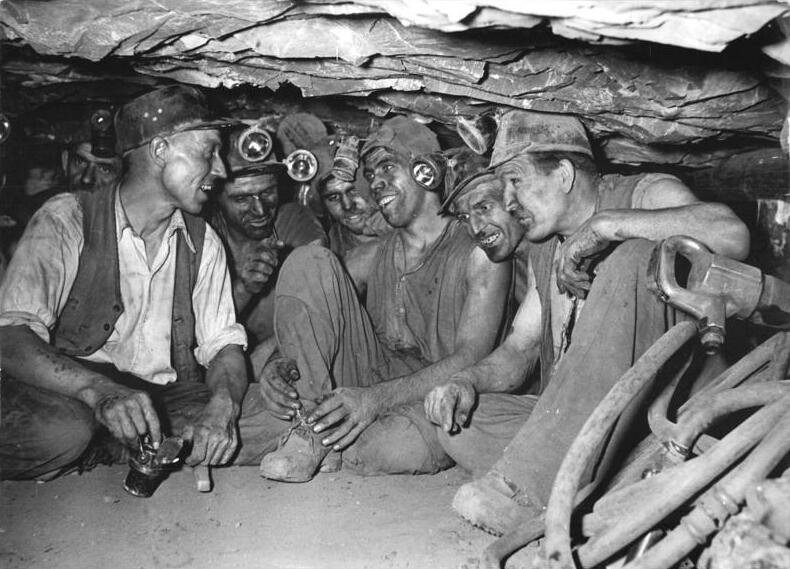
Miners alemanys a l'interior de la mina.

Algunes feines han estat reservades tradicionalment a un gènere o a l'altre, encara que no hi hagi cap segregació per als treballadors dels dos sexes en altres oficis. D'altra banda, en altres feines hi ha hagut tradicionalment un predomini clar d'un gènere damunt l'altre, encara que no hi hagi cap llei que n'exclogui un gènere determinat a favor de l'altre. Una i altra situacions poden ser considerades, tanmateix, formes de segregació per raó del sexe.
Els rols reservats a l'home i a la dona han estat diferents durant la major part de la història de la humanitat des dels temps prehistòrics. A les societats caçadores-recol·lectores, tant del passat com del present, la caça ha estat sempre reservada als homes, mentre la recol·lecció es considerava i es considera una tasca de dones. Altres tasques han estat desenvolupades generalment per un dels dos gèneres. Tanmateix, a les societats més primitives no hi ha cap diferència de status social entre els dos sexes pel fet de tenir rols socials diferents.
Històricament, l'exèrcit ha estat reservat exclusivament, amb molt poques excepcions, als homes. Això s'ha acabat, en general, a partir de finals del segle xx, i, tot i així, és difícil trobar dones en llocs de combat (vegeu, com una excepció significativa, l'exèrcit israelià). Oficis relacionats amb la milícia, com ara la policia, encara són exclusivament masculins en alguns països.
En aquelles tasques que requerixen una força física considerable, les diferències fisiològiques entre homes i dones poden pressuposar que hi hagi més homes que dones capacitats per exercir-les. Ara bé, quan hi ha dones capaces de superar les capacitats físiques d'alguns homes, es comprova que no hi ha una exclusió total i absoluta d'aquestes per a exercir algunes professions considerades masculines (per exemple, hi ha casos, sempre excepcionals, de dones que fan de miner, de bomber, o de soldador, per posar alguns exemples).
Els esports professionals, en general, tenen ben establerta una separació absoluta dels dos gèneres en competicions independents, tot i que en aquest camp també hi ha excepcions, com ara l'hípica, el tir olímpic o el tir amb arc, on es permet la participació indiscriminada d'homes i dones, o com el corfbol i el patinatge artístic per parelles, on el reglament estableix clarament la participació paritària d'ambdós sexes dins del mateix equip.